# タトラK2R

車両一覧
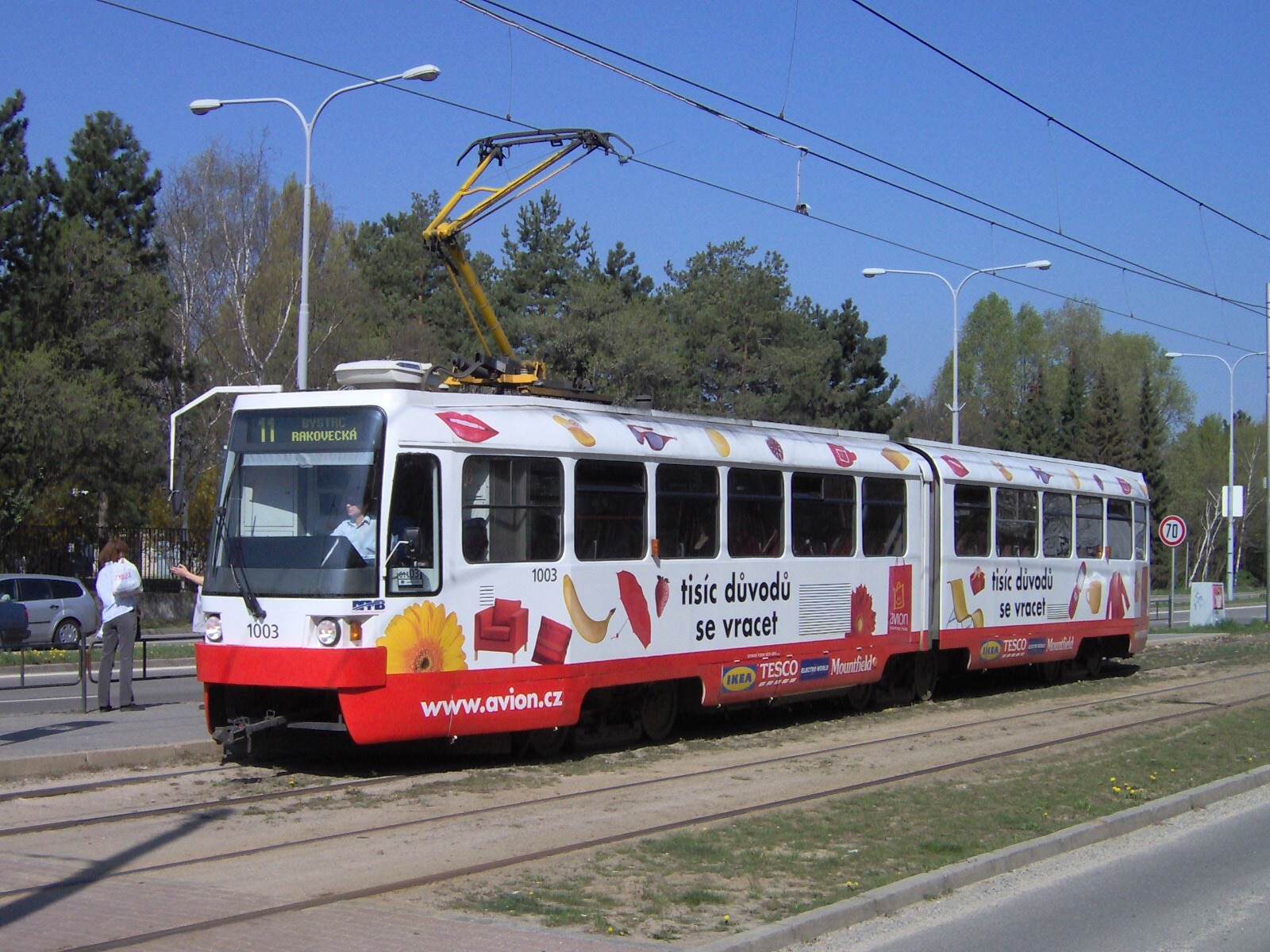
1003（2007年撮影）
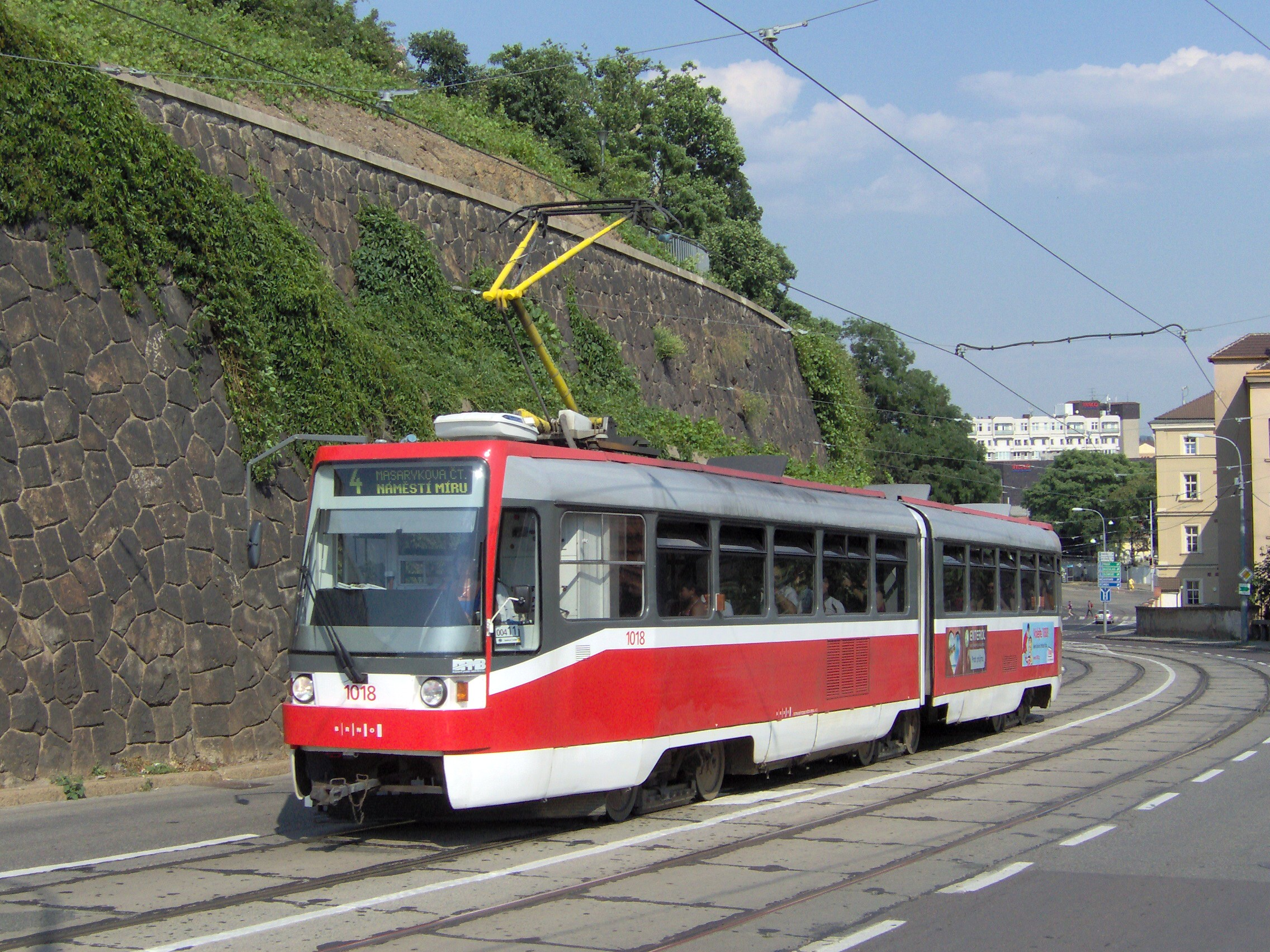
1018（2010年撮影）
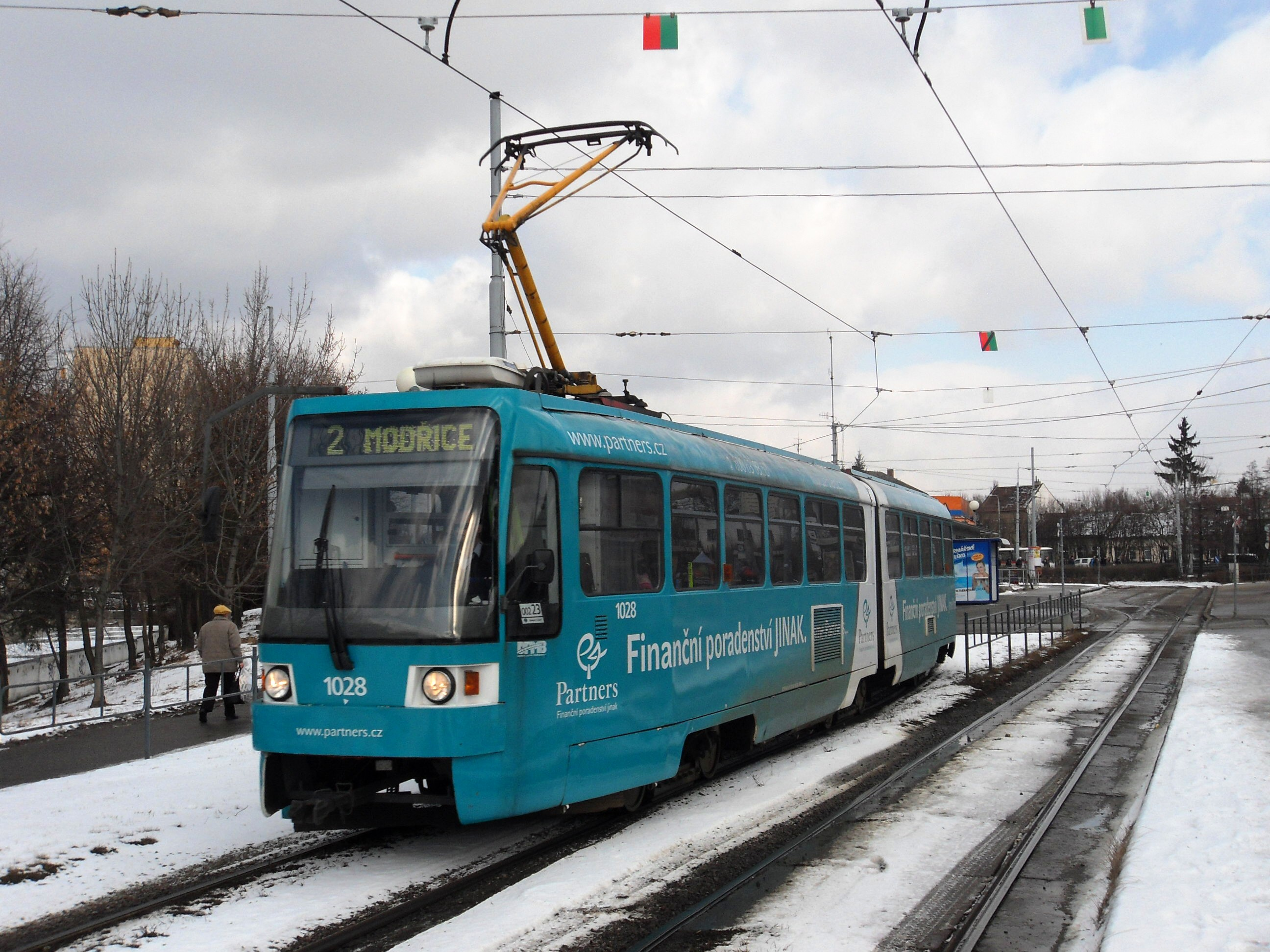
1028（2012年撮影）
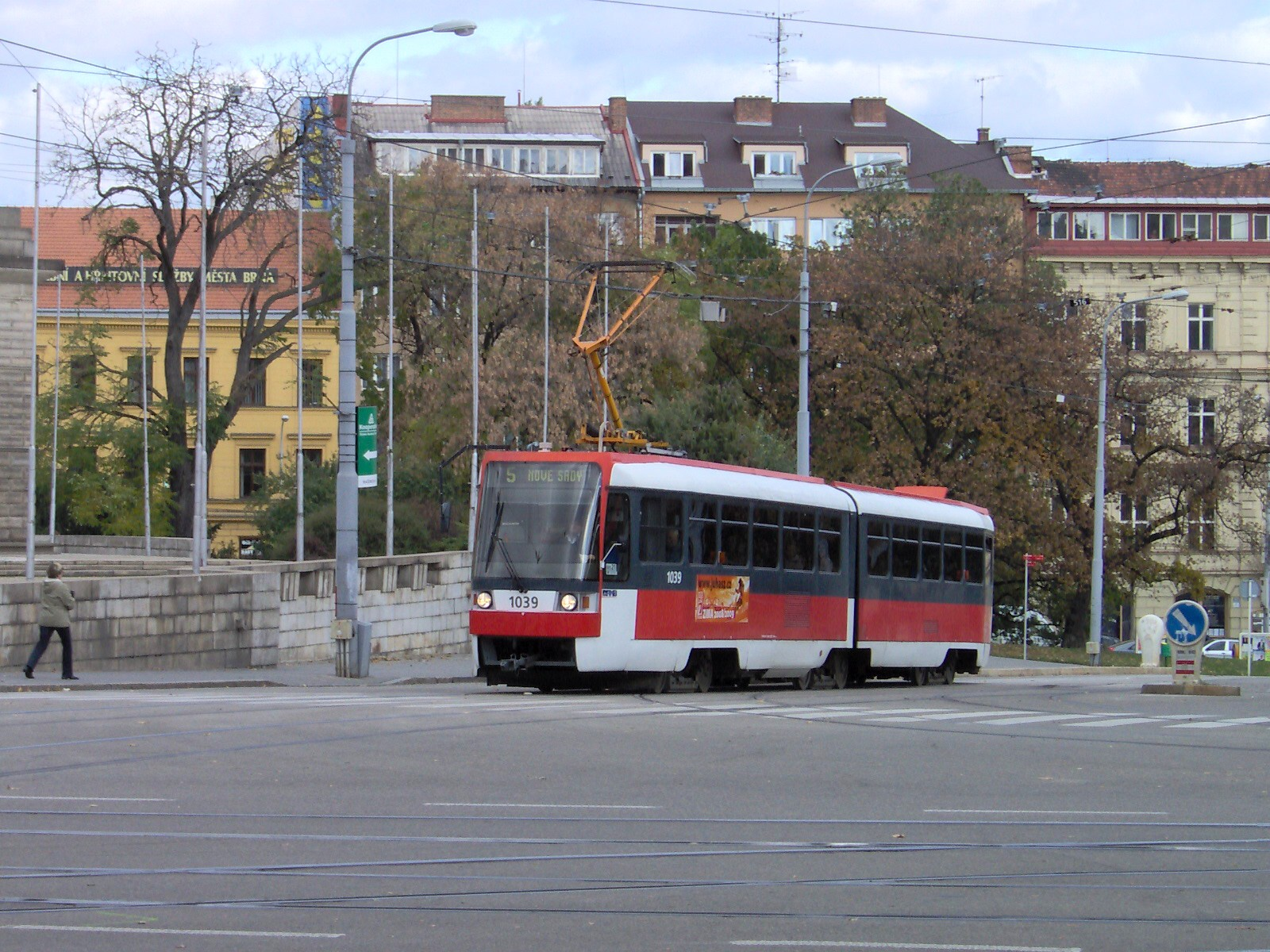
1039（2008年撮影）
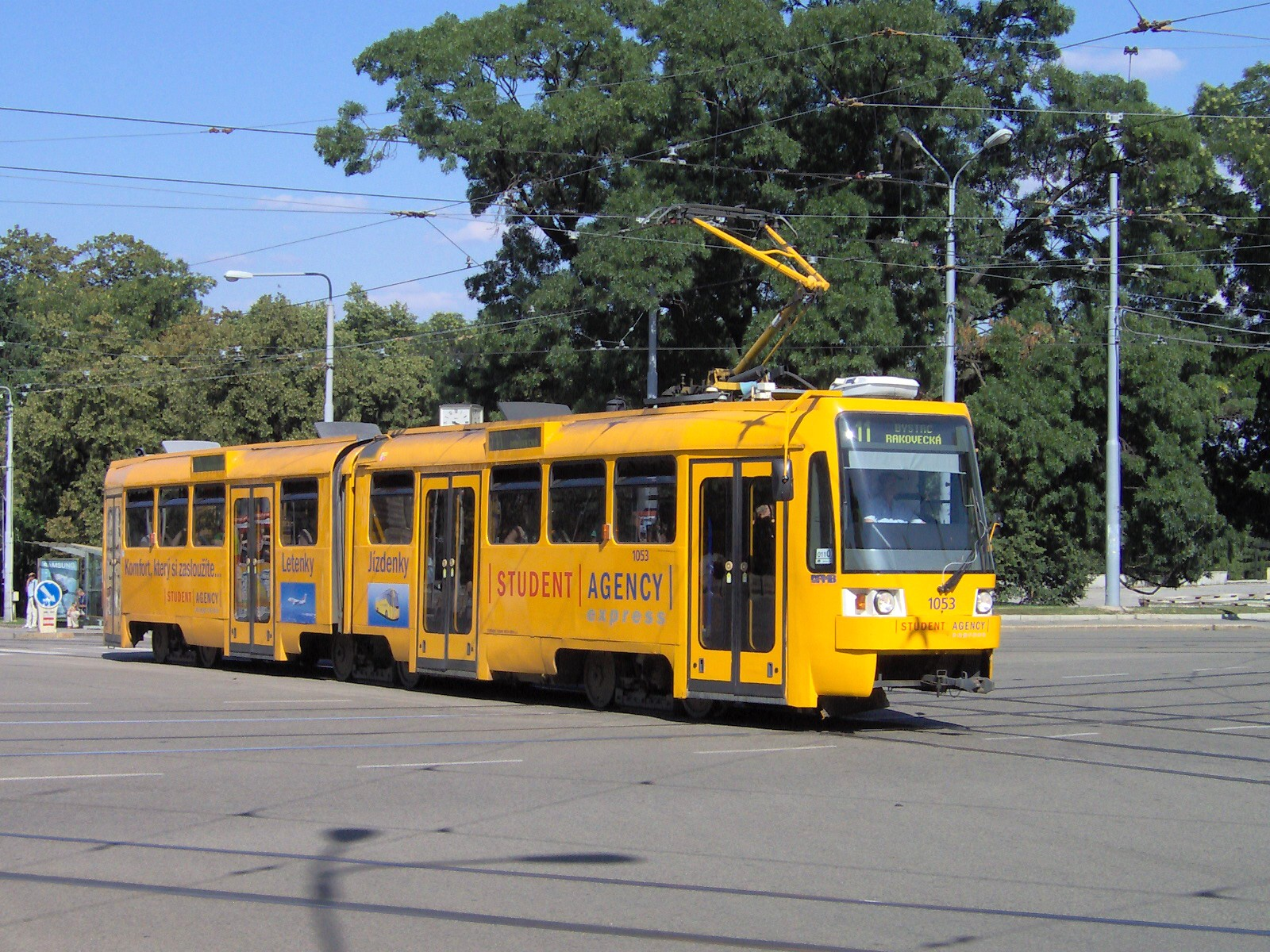
1053（2008年撮影）
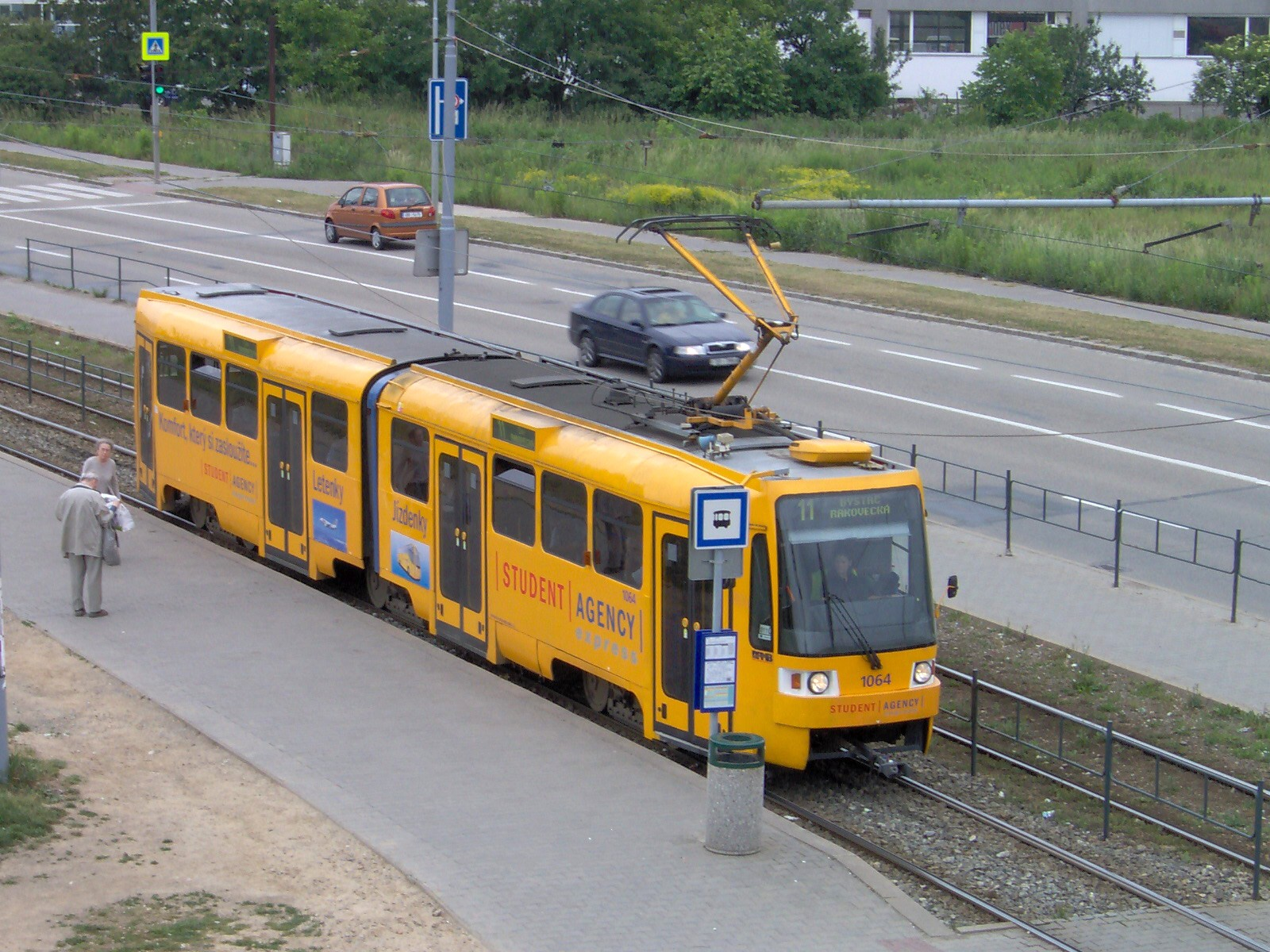
1064（2007年撮影）
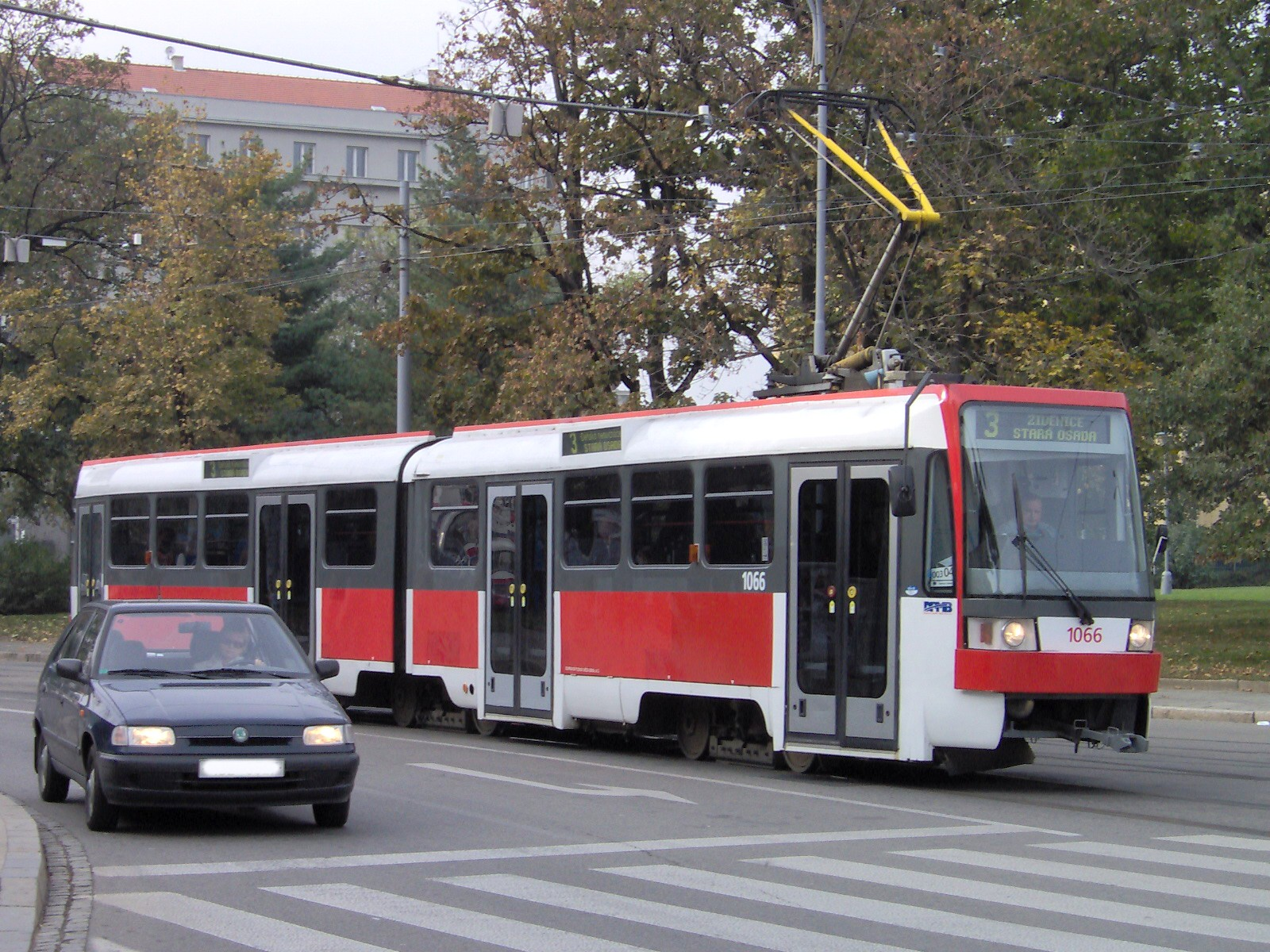
1066（2005年撮影）

タトラK2Rは、チェコで使用される路面電車車両の1形式。チェコスロバキア時代に製造された連接車のタトラK2に対し近代化を施した車両で、ブルノ市電で使用されている。この項目では、同様の改造を施したタトラK2R.03やレストランカーへの再改造が実施されたタトラK2R-RTについても解説する。

## タトラK2R
1990年代、チェコの都市・ブルノの路面電車であるブルノ市電の主力車両として使用されていた2車体連接車のタトラK2の多くの車両は経年による老朽化が課題となっていた。これを受け、ブルノ市電を運営していたブルノ市交通公社（現：ブルノ公共交通会社）は当時の最新鋭の路面電車車両であったタトラT3Rに基づき、これらの車両を近代化する事を決定した。これがタトラK2Rである。
タトラK2Rへの改造に際しては、主に以下のような内容の近代化が施された。
- 構体の修繕 - 防腐処理も同時に実施された。
- 座席・内装の交換
- 塗装の変更、前面の形状変更 - これらのデザインはパトリック・コタス（チェコ語版）が手掛けたものである。
- 台車の制動装置の交換 - 従来の電気機械式ディスクブレーキから滑り止め機能を備えた電気油圧式ディスクブレーキへの交換が実施されたが、故障が頻発した事から後年に電気機械式へ戻された。
- 運転室への冷房装置の設置
- 集電装置の交換 - 従来の菱形パンタグラフからシングルアーム式パンタグラフへ交換された。
- 乗降扉の交換 - 両開き式のプラグドアが設置された。
- 制御装置の変更 - 従来の抵抗制御方式から電力消費量が抑えられ保守の簡略化も実現した電機子チョッパ制御方式へと変更され、ČKDトラクション（ČKD Trakce）が開発したゲートターンオフサイリスタ（GTO）方式のTV8形制御装置が搭載された。

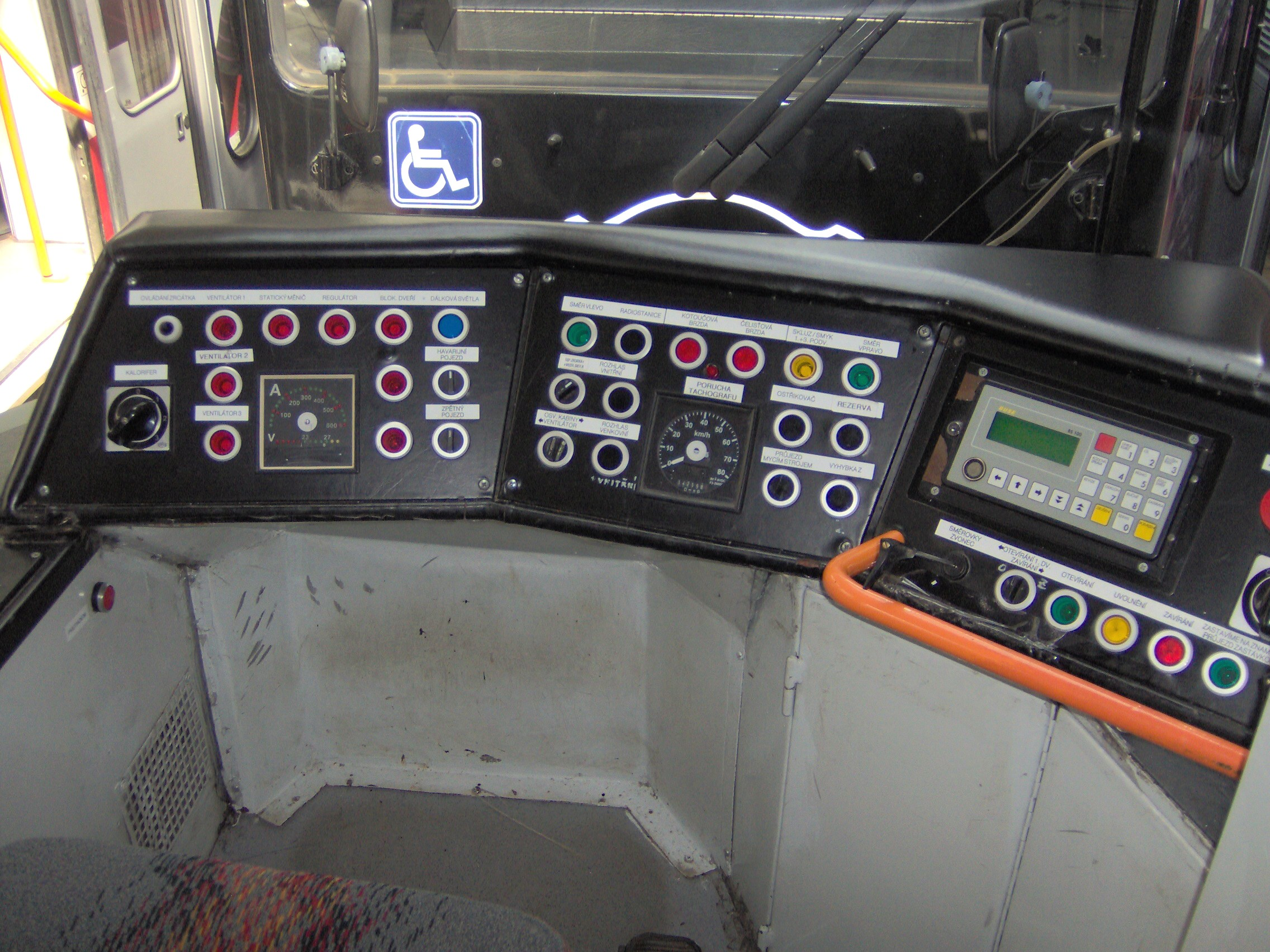
運転台の機器の更新も実施された
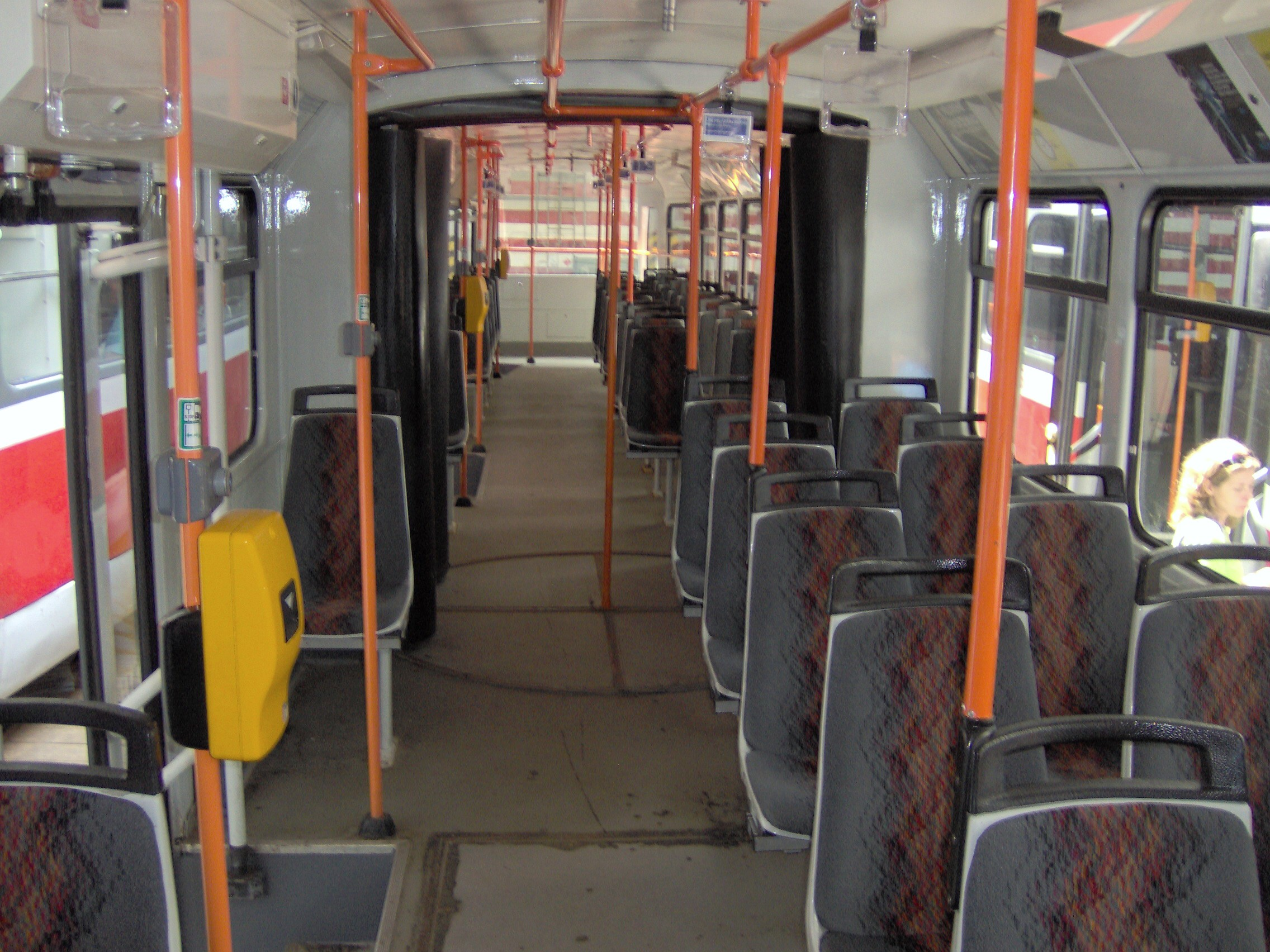
座席や床張りが改良された車内

工事は1995年から始まり、ブルノ市電の車両基地での改造を経て1996年に最初の車両が完成し、試乗会を経て1997年3月から営業運転を開始した。それ以降、1998年までに7両が改造された。しかし2015年に1両（1003）が火災によって損傷し超低床電車の導入計画の兼ね合いもあり解体された事に始まり、以降も廃車が進んだ事から、2021年現在は後述するK2R-RTに改造された車両を除き1両のみ在籍する。
- 車両一覧
- 1003（2007年撮影）
- 1018（2010年撮影）
- 1028（2012年撮影）
- 1039（2008年撮影）
- 1053（2008年撮影）
- 1064（2007年撮影）
- 1066（2005年撮影）

## タトラK2R.03
近代化対象となったタトラK2のうち、1997年以降に更新工事が実施された7両については、K2Rの運用実績や事業者の財政面の都合などから車内や窓、制動装置の交換が省略されたタトラK2R.03として導入された。そのうち1998年に工事が行われた5両に関しては機器管理用のオンボードコンピュータであるBUSE BS100が搭載されている。2021年現在は1両のみ残存する。

車両一覧
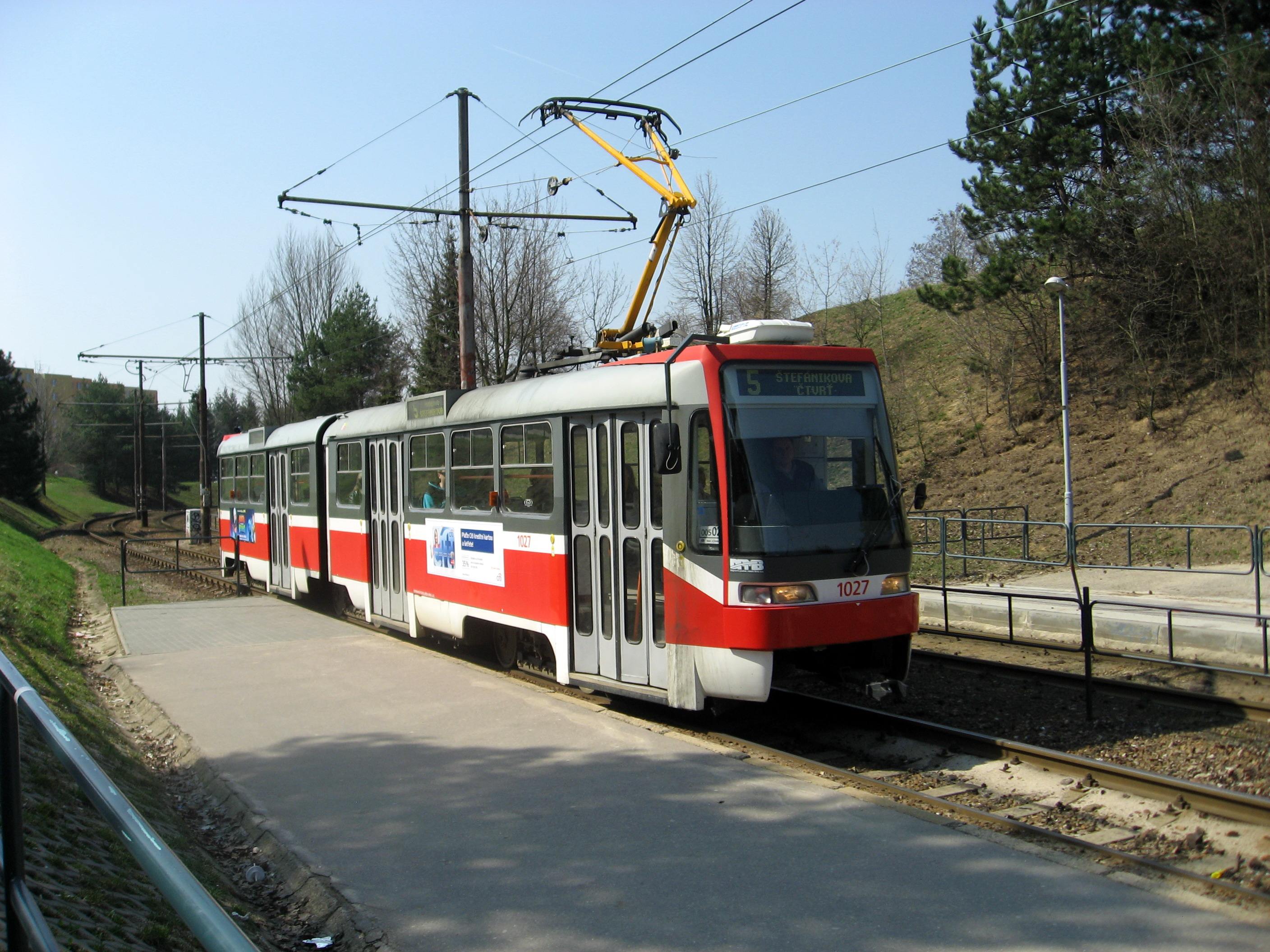
1027（2009年撮影）
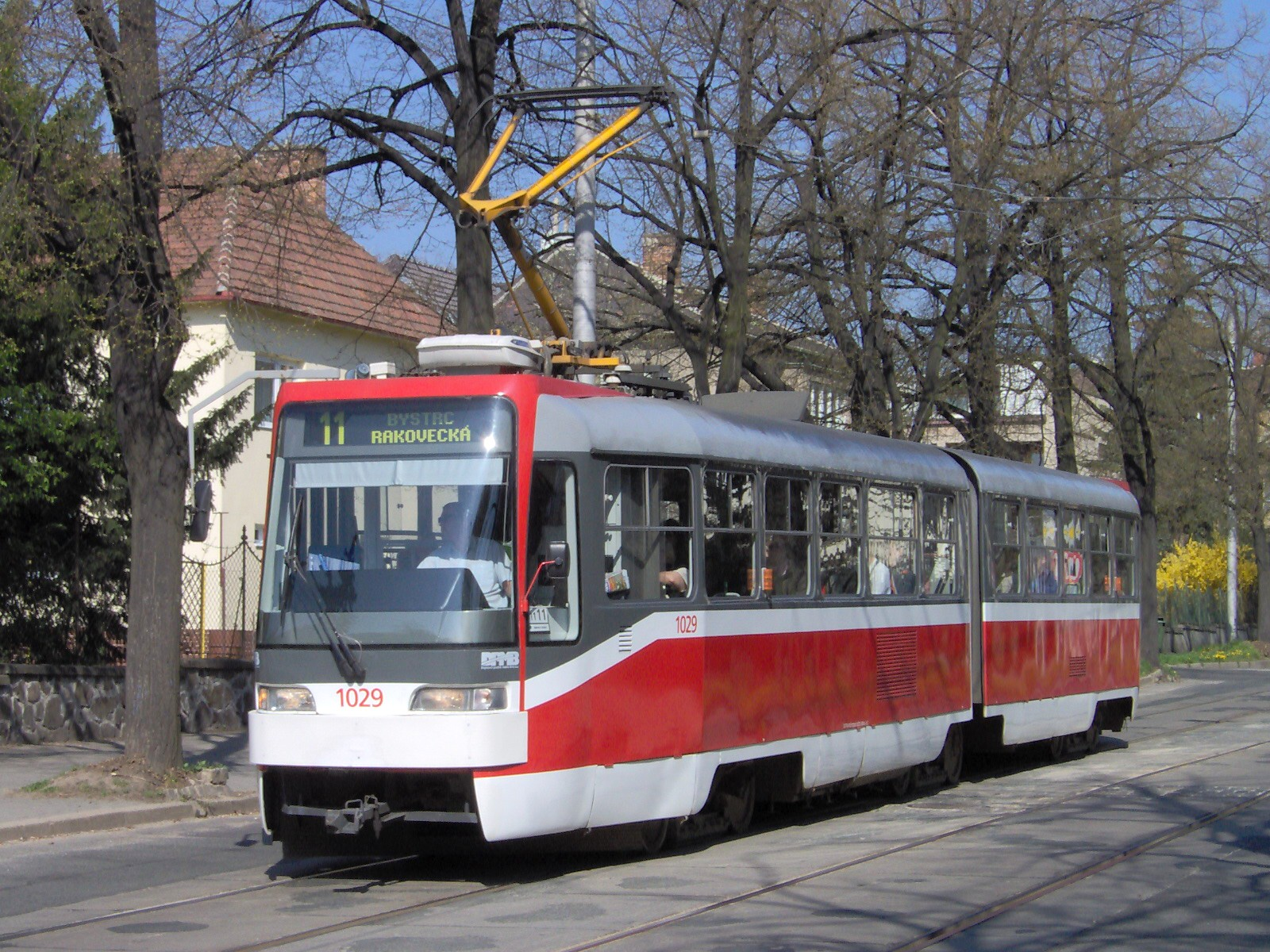
1029（2007年撮影）
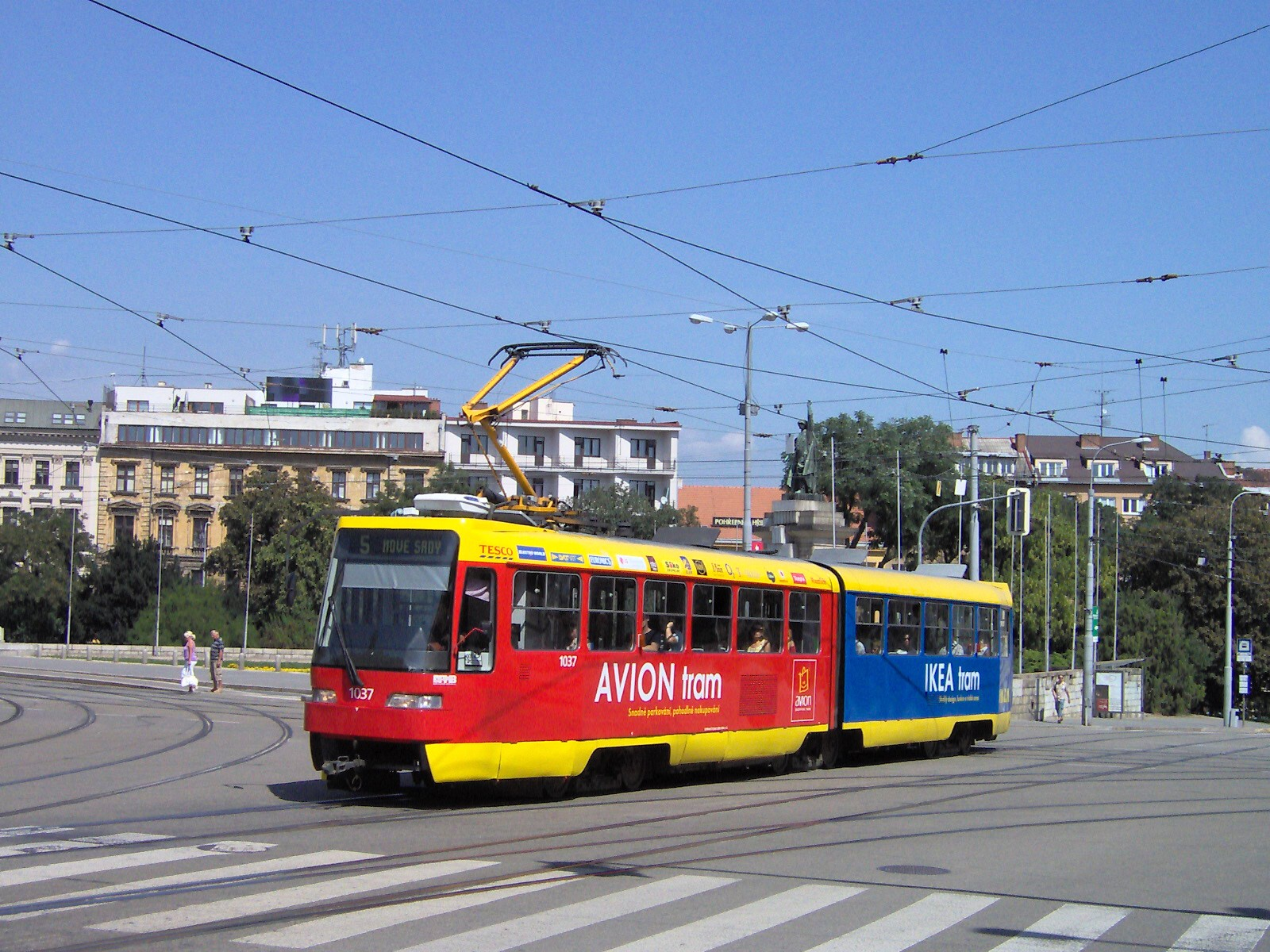
1037（2009年撮影）
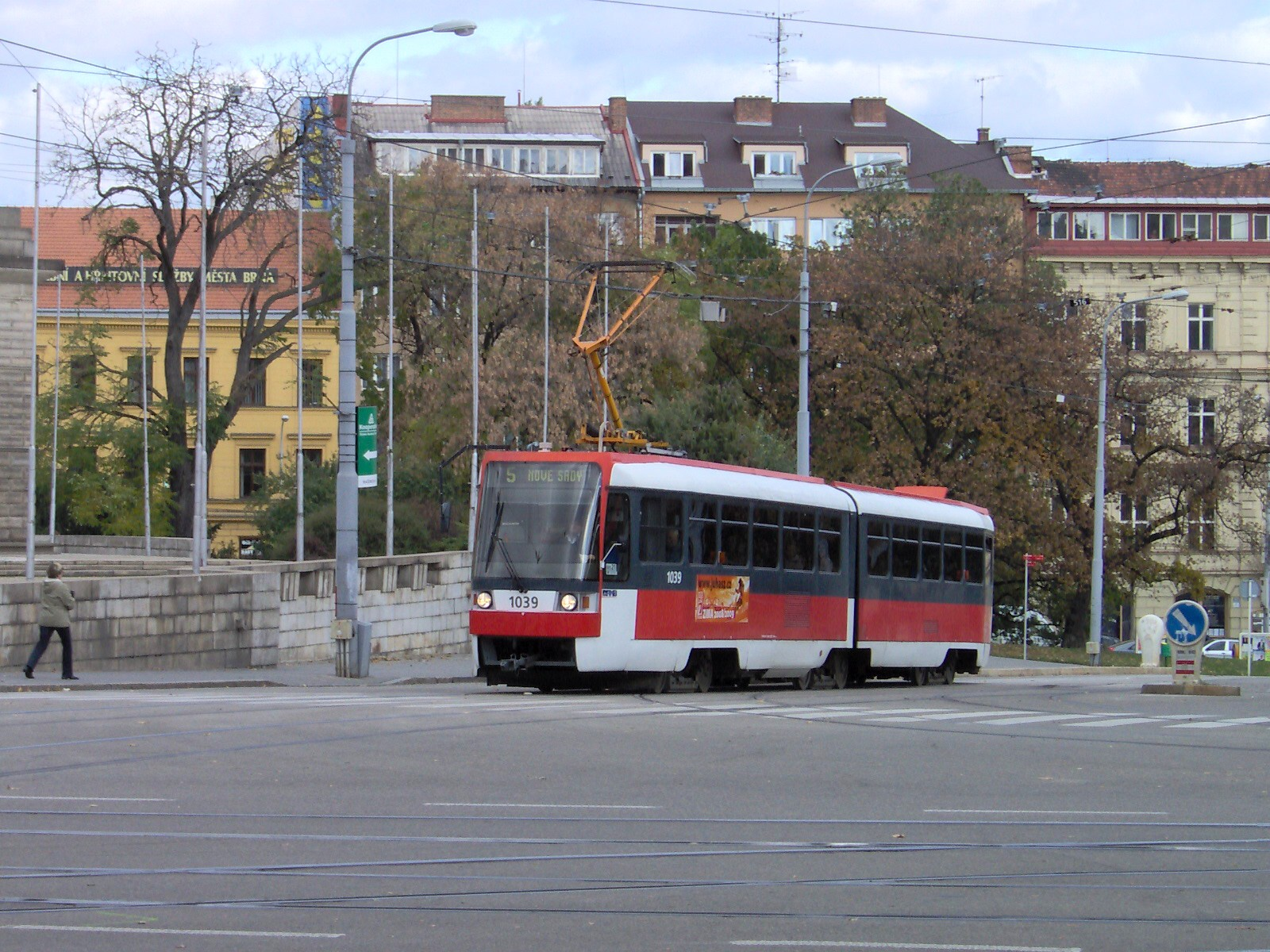
1039（2008年撮影）
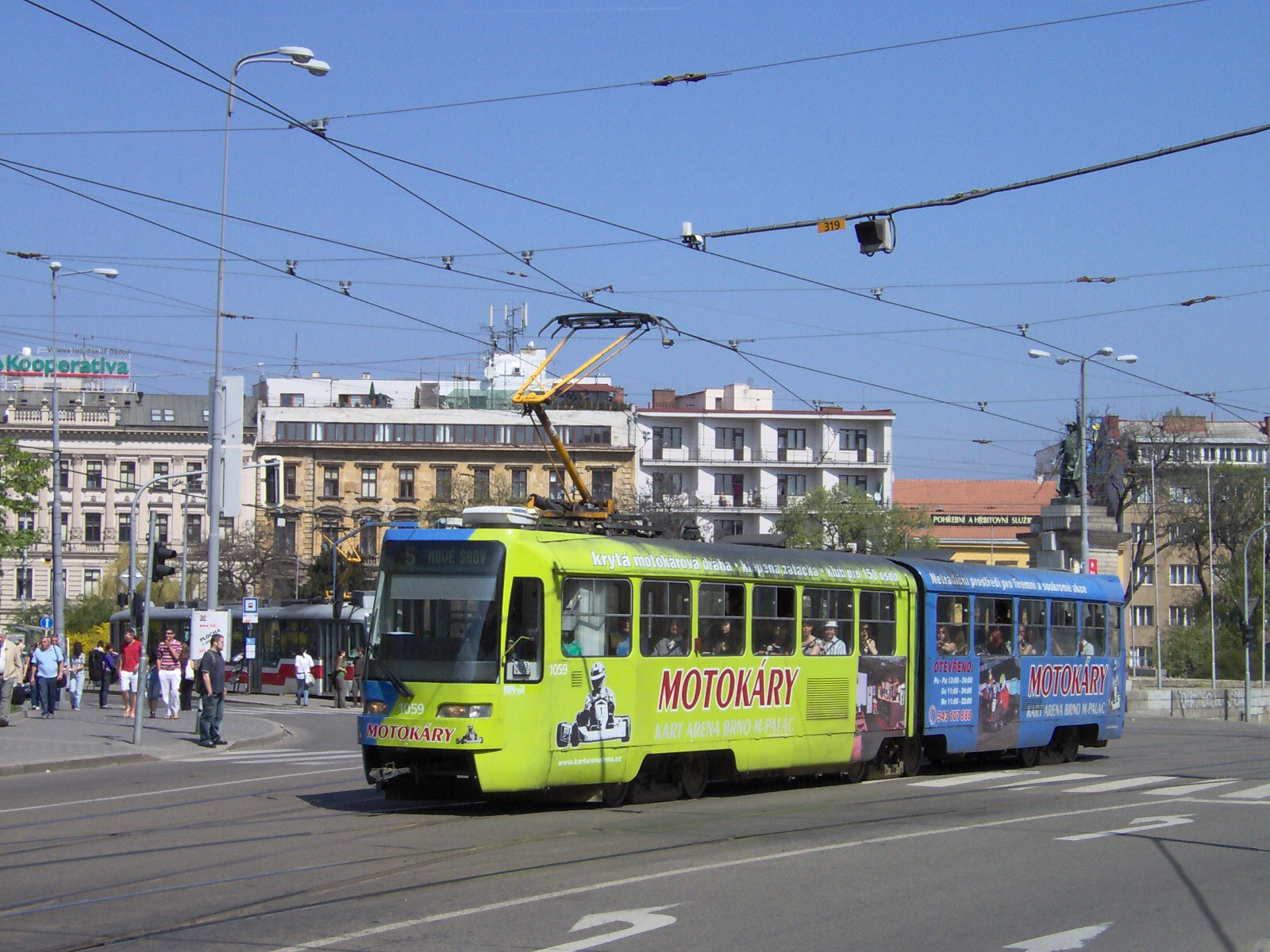
1059（2009年撮影）
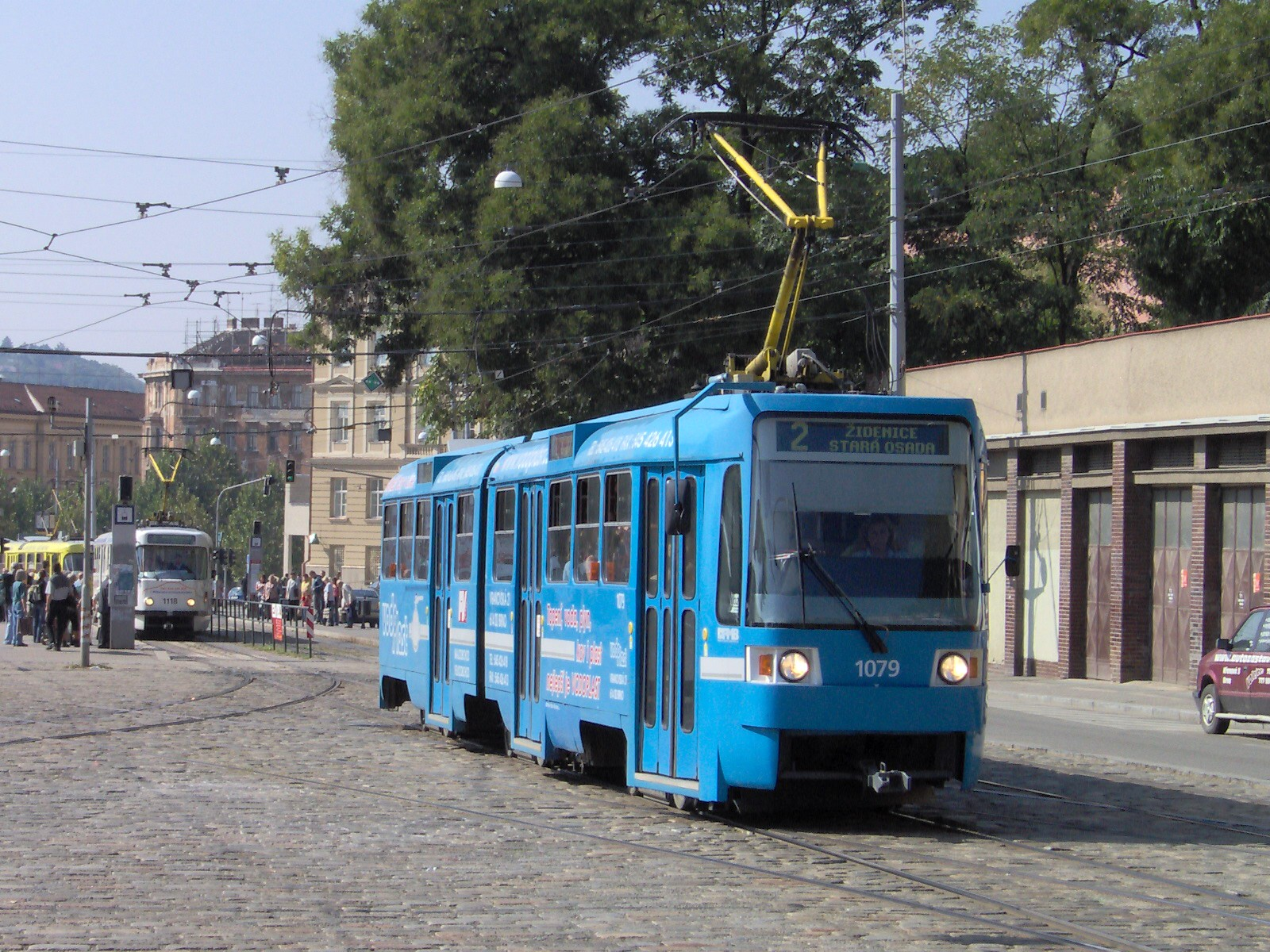
1079（2006年撮影）
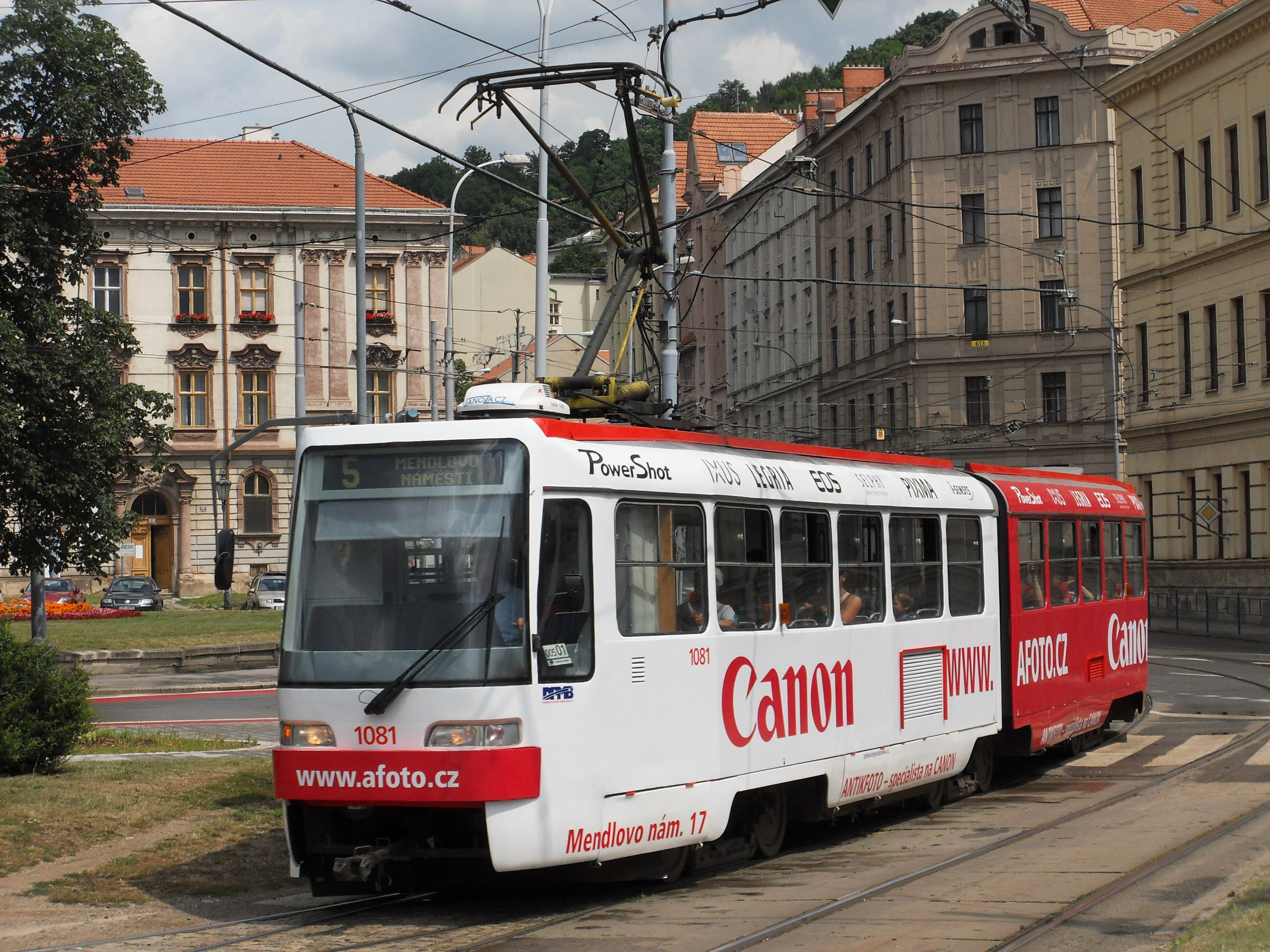
1081（2011年撮影）

## タトラK2R-RT

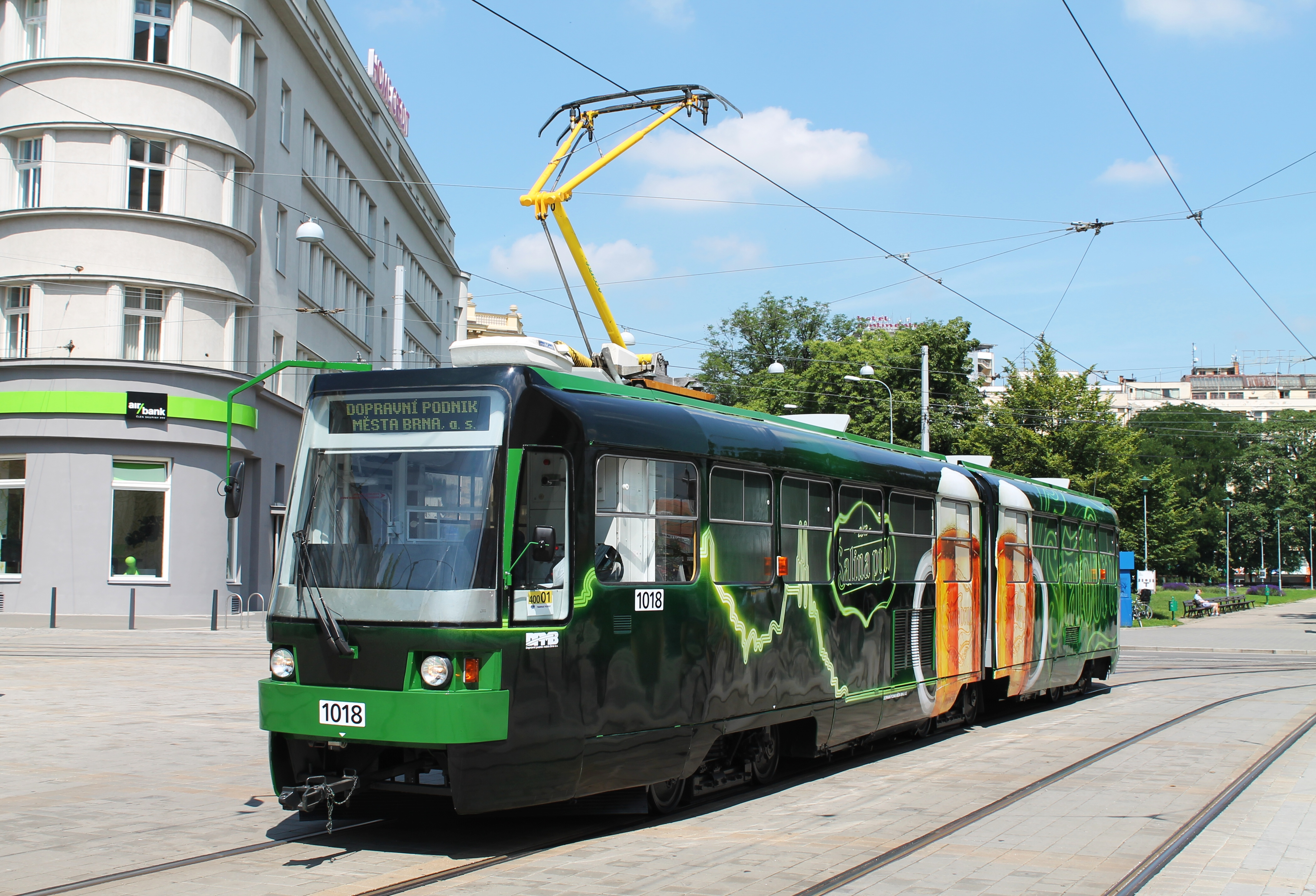
タトラK2R-RT
（2013年撮影）

2012年、ブルノ公共交通会社は地元の醸造所や広告代理店の協賛の元、車内でビールや軽食を味わう事ができるレストランカーを導入する事を決定した。これに基づき、タトラK2Rのうち1両（1018）を改造したのがタトラK2R-RT、通称「シャリナ・パブ（Šalina Pub）」である。運用に際しては一部の乗降扉や窓の閉鎖を含む大規模な改造が行われ、車内は前方車体の運転台側にテーブル付きのクロスシート、それ以外の箇所には座面が高いロングシートが設置されている他、連接面付近にはビールを始めとした飲食物を提供するバーカウンターや冷蔵庫、トイレが存在する。また、車内でwi-fi通信が使用可能な設備も搭載されている。
2013年6月にブルノでの一般公開が実施され、以降は団体・イベント用に加えて週末（金曜日・土曜日）の夜には一般客向けの定期運転も行われている。定員数は55人だが、営業運転時の最大定員数は40 - 50人を想定している。

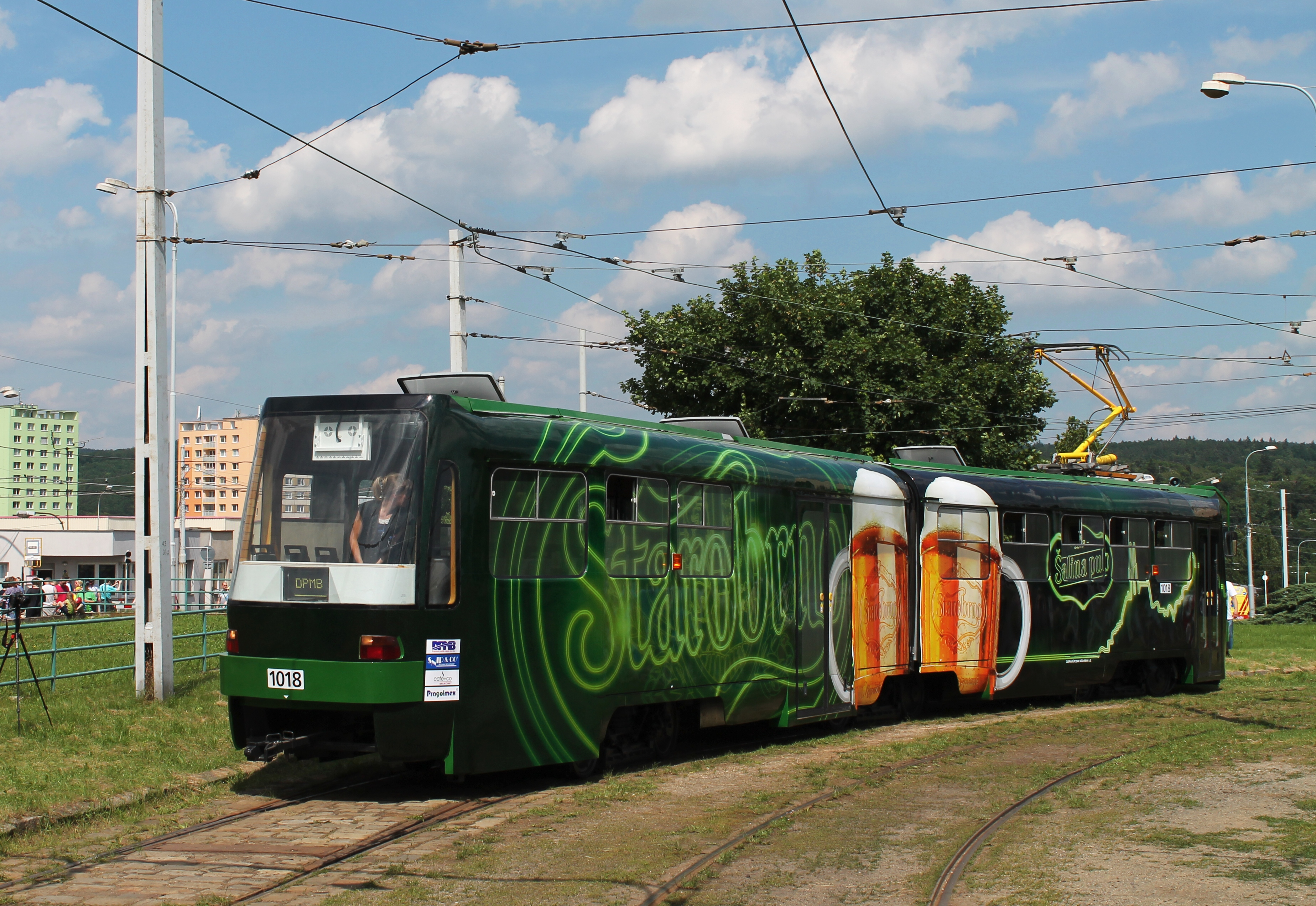
後方（2013年撮影）
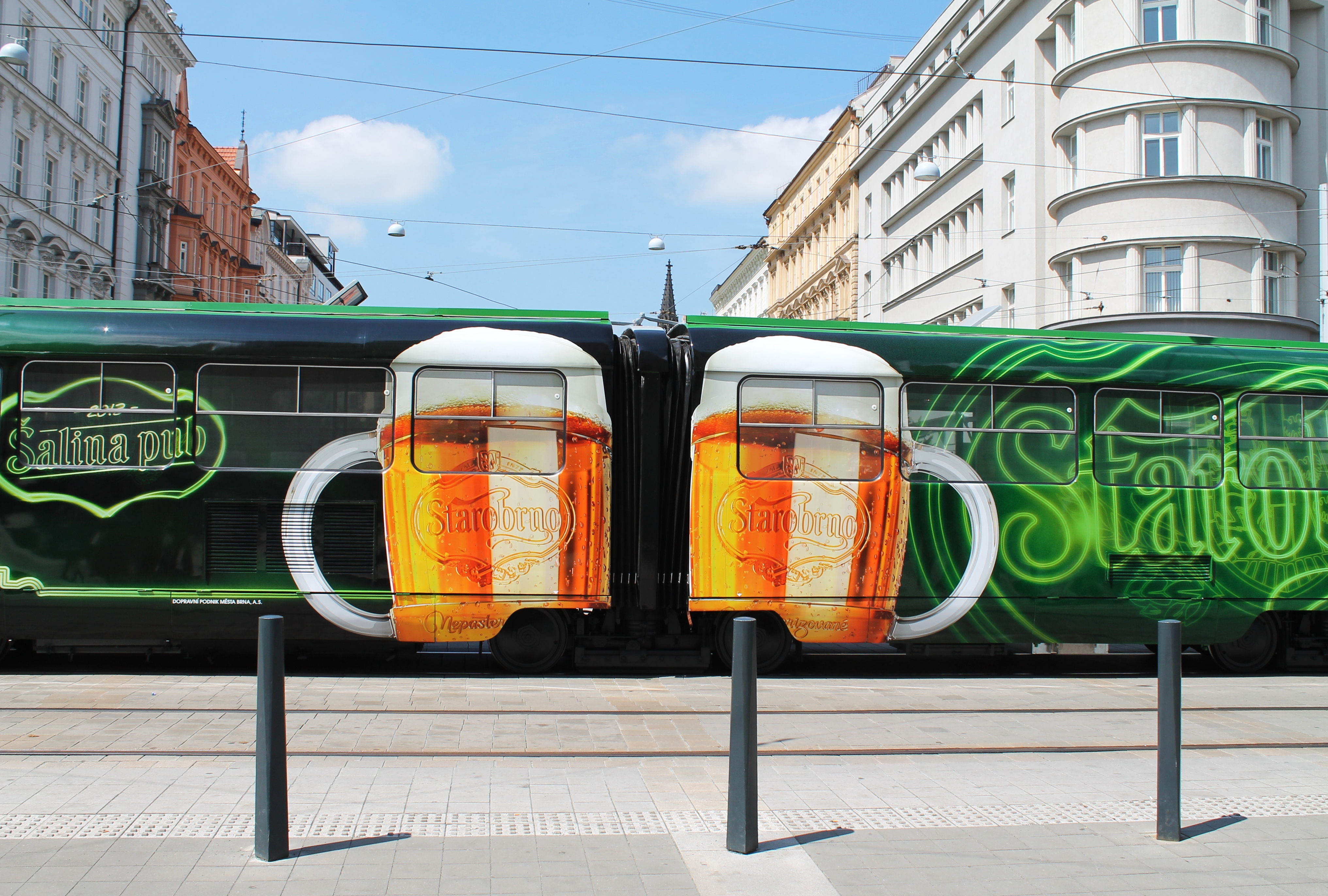
側面に描かれたイラスト（2013年撮影）
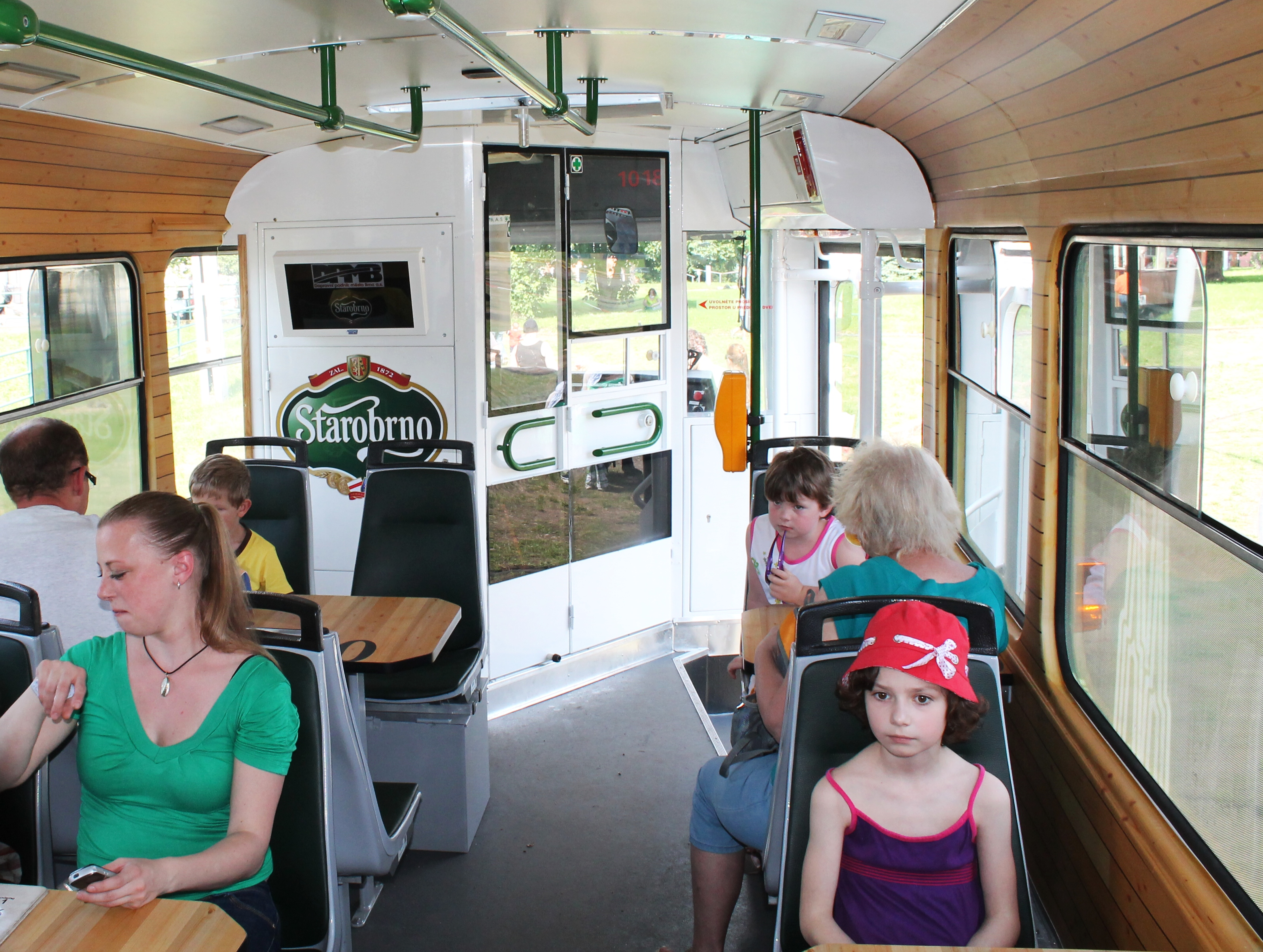
車内（前方車体）
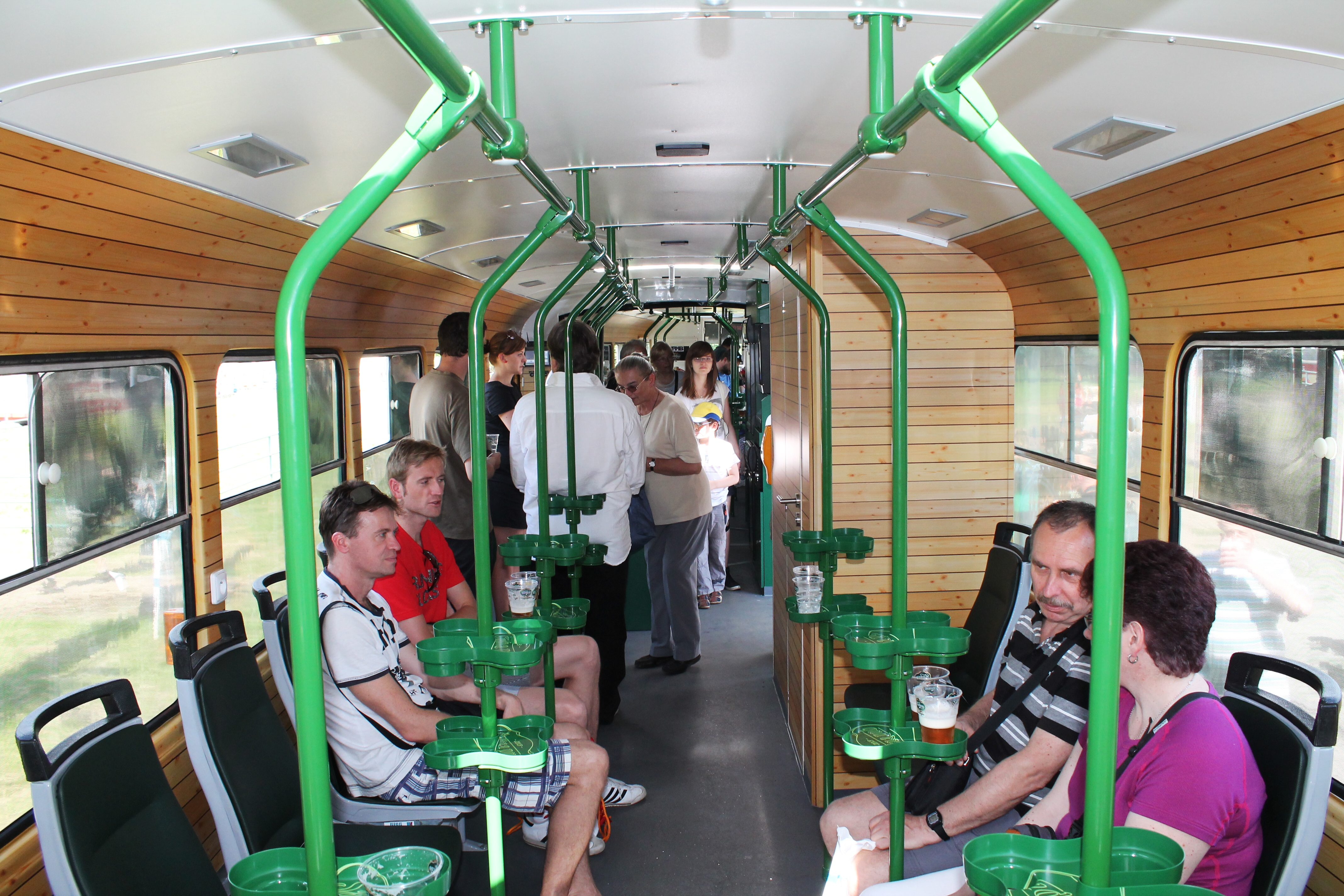
車内（後方車体）
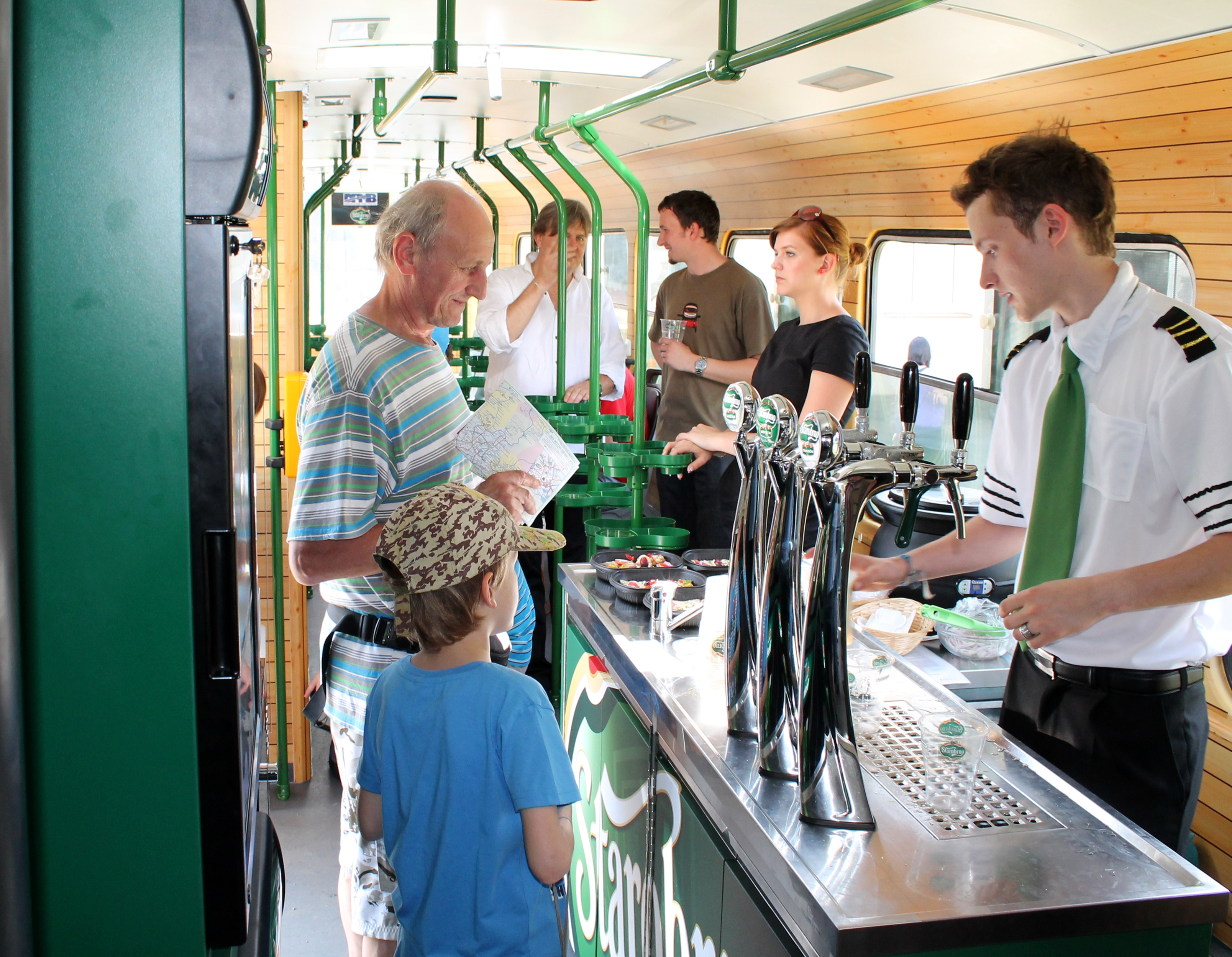
バーカウンター
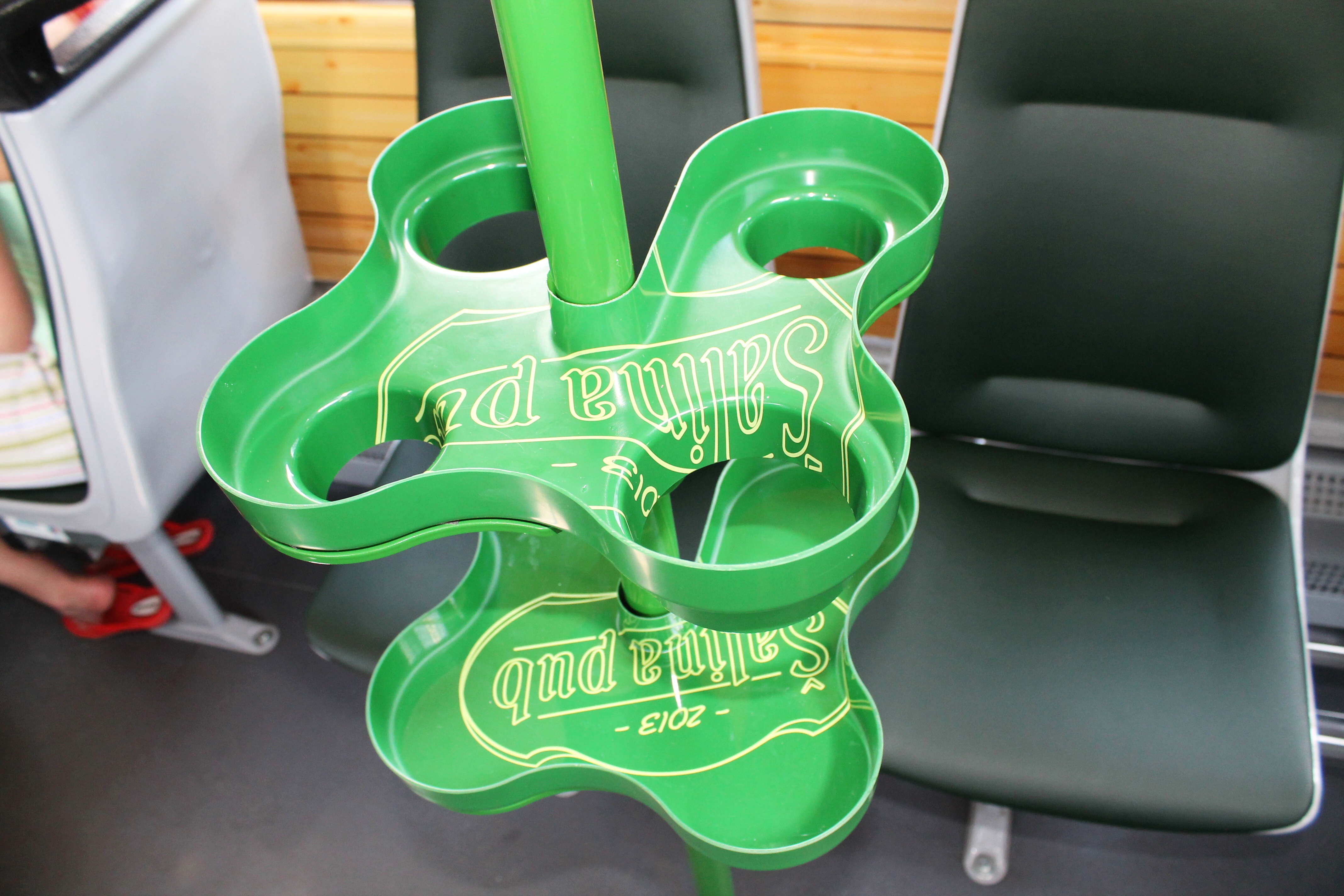
ロングシート付近に設置されているドリンクホルダー

## 参考資料
- Zdeněk Nesiba (2000). 100 let elektrické pouliční dráhy v Brně 1900-2000. Ústí nad Labem: Dopravní vydavatelství Wolf